# Denis Voynov
Bản mẫu:Eastern Slavic name
Denis Vasilyevich Voynov (tiếng Nga: Денис Васильевич Войнов; sinh ngày 1 tháng 3 năm 1990) là một tiền vệ bóng đá người Nga. Anh thi đấu cho FC Avangard Kursk.

## Sự nghiệp
Voynov ra mắt chuyên nghiệp cho F.K. Lokomotiv Moskva vào ngày 15 tháng 7 năm 2009 trong trận đấu tại Cúp quốc gia Nga trước FC SKA-Energiya Khabarovsk.